# Palmon zygas
Palmon zygas är en stekelart som först beskrevs av Grissell och Goodpasture 1981.  Palmon zygas ingår i släktet Palmon och familjen gallglanssteklar. Inga underarter finns listade i Catalogue of Life.